# 熊化
熊化（1576年—1649年），字汝龍，號春碧，又称极峰先生，江西臨江府清江縣（今樟樹市）人。明朝政治人物。

## 生平
熊化曾早年出身縣學附學生，以萬曆二十八年（1600年）以《詩經》中舉人第七十一名，二十九年（1601年）會試中式第四十名，聯捷三甲進士，吏部觀政，官行人司行人，三十三年丁憂。三十六年復除原职，萬曆三十七年（1609年），朝鮮宣祖李昖薨逝，熊化以一品服出使朝鮮，賜祭諡，國人讚譽其文翰曰：「得熊君片紙，勝十斛明珠也。」回國後，升河南道監察御史，四十五年巡按直隶，彈劾大學士方從哲庇护軍事失事的遼東督撫。四十七年二月任會試監試官，四月以病免職。六月升任浙江副使，淮揚道。天啓五年起補陕西副使，六年养病。崇祯二年起四川副使，四年升本省右参政。居鄉曾與知縣盧兆龍修築清江鎮菜市門堤，並參修崇禎《清江縣誌》。
明亡後，堅持抗清，永曆三年（清順治六年，1649年）絕食死。著有《静俭堂集》二十卷。

## 家族
祖熊世節，寿官。祖父熊豹，廪生。父親熊時貴，庠生。母親李氏。

## 著作
著有《靜儉堂集》十卷。　